# سیارک ۲۱۶۸۲
سیارک ۲۱۶۸۲ (به انگلیسی: 21682 Pestafrantisek، نامگذاری:1999RT32) بیست و یک هزار و ششصد و هشتاد و دومین سیارک کشف شده‌است که در ۹ سپتامبر ۱۹۹۹ کشف شد.
قدر مطلق سیارک برابر ۱۵٫۳۰ است.